# Кућа Димитрија ОН. Поповића
Кућа Димитрија ОН. Поповића се налази у Власотинцу и издваја се по својој карактеристичној архитектури. Има камено приземље и спрат. Зидне површине приземља разбијене су полулучним прозорским отворима са луковима који прате њихов облик. Простор између прозора је украшен пластичном орнаментиком која је изведена у техници цизелирања. Спрат је изведен академски, од приземља издвојен кордонским венцем. Прозорски отвори су правоугаони а изнад њих је декоративна пластика изведена у духу сецесије. 
Мансарадни кровоживљен  је прозорима наткривеним плитком троугластом атиком, испуњена сецесијском декоративном пластиком. Дворишна фасада оживљена је полукружним балконом који наткрива улаз. То је монументална грађанска кућа са компромисним узбурканим волуменом.
У међуратној еклектичној архитектури Власотинца истичу се и многобројне приземне породичне куће на којима такође варирају различити стилски мотиви. Њихова стилска обрада се најчешће огледа у скромној декорацији трема, орнаментацији кључног камена, стилизованим подеоним венцима, надпрозорној пластици на на уличном фронту, забатима и балустерима.